# آدم كلاوسون
آدم كلاوسون (بالإنجليزية: Adam Clawson)‏ هو راكب الكنو أمريكي، ولد في 28 ديسمبر 1972 في سولت ليك في الولايات المتحدة، وتوفي في 10 يوليو 2017.

## وصلات خارجية
- آدم كلاوسون على موقع أوليمبيديا (الإنجليزية)